# Aniceto Arce
Arce    Ruiz  est un nom espagnol. Le premier nom de famille, en général paternel, est  Arce ; le second, en général maternel, souvent omis, est  Ruiz.
Pour les articles homonymes, voir Arce.
Aniceto Arce Ruiz de Mendoza, né le 15 avril 1824 à Tarija (Bolivie) et mort le 14 août 1906 à Sucre (Bolivie), est un homme d'État bolivien qui fut président de la Bolivie de 1888 à 1892,.

## Biographie
Aniceto Arce est originaire de Tarija, en Bolivie, mais fait ses études d'avocat et passe la majeure partie de sa vie à Sucre, où il devient l'un des plus importants magnats des mines d'argent du pays. Partisan de Linares et du gouvernement constitutionnaliste, il siège ensuite au Congrès dans les années 1870 jusqu'à la dictature de Daza. Contrairement aux autres dirigeants compétents de son époque, Arce ne s'enrôle pas pour servir lorsque la guerre du Pacifique se développe en 1879. En effet, il est devenu l'une des voix les plus accommodantes du spectre politique, peut-être grâce à ses relations commerciales étendues avec le Chili, où il a vendu une grande partie de son argent, a investi ses bénéfices et a cherché du financement pour ses projets. Sa position était que le Littoral était, pour diverses raisons déplorables, en grande partie indéfendable. Ainsi, le pays devrait réduire ses pertes et rechercher une alliance avec le Chili plutôt qu'avec le Pérou. En dépit de cette position minoritaire, ce qui retentit plus clairement aux oreilles de la plupart des Boliviens, c'est l'appel inébranlable d'Arce à l'instauration d'un ordre démocratique conservateur, avec la primauté du droit, des élections régulières et le règne d'élites élues du monde des affaires telles que lui. À cette fin, il a fondé le parti conservateur, a participé en tant que dirigeant au congrès de 1880 qui a renversé Hilarión Daza et a joué un rôle dans la rédaction de la nouvelle constitution du pays. En outre, il accepta de devenir le vice-président de Narciso Campero pour la période cruciale d'édification de la nation entre 1880 et 1884.
Aniceto Arce est à la base de la fondation de la ville d'Uyuni. La province d'Aniceto Arce porte son nom.